# Astiphromma hokkaidense
Astiphromma hokkaidense là một loài tò vò trong họ Ichneumonidae.